# Barnen i 67:an
Barnen i 67:an är en serie barn- och ungdomsböcker av den tyska författarinnan Lisa Tetzner. Serien handlar om en grupp pojkar och flickor med Paul, Erwin och Mirjam i centrum och tar sin början i Berlin i början av 1930-talet – men sedan sprids handlingen över hela världen; ty när nazisterna tar makten i Tyskland måste både Erwin och Mirjam gå i landsflykt, eftersom Erwins far är motståndare till nazismen och Mirjam är judinna. Serien har därför kallats "en odyssé".
Serien består av följande titlar:
- Fotbollen
- Paul och Erwin – består av två delar; Det stulna brödet och den tidigare utgivna Fotbollen
- Vi i 67:an

Senare har samtliga ovanstående titlar utgivits under titeln Barnen i 67:an
- Erwin i Lappland
- Skepp utan hamn
- De skeppsbrutnas ö - en robinsonad
- Mirjam i Amerika
- Var Paul skyldig? (äldre upplaga med titeln Är Paul skyldig?)
- Erwins återkomst
- Vi håller ihop